# Бакетхед
Брајан Патрик Керол (Помона, 13. мај 1969) професионално познат као Бакетхед, је амерички музичар и текстописац. Добио је признање за своје иновативно свирање електричне гитаре. Његова музика обухвата неколико жанрова, укључујући прогресивни метал, фанк, блуз, блуграс, амбијенталну и авангардну музику. Наступа првенствено као соло уметник, иако је сарађивао са великим бројем  уметника као што су Бил Ласвел, Бутси Колинс, Берни Ворел, Иги Поп, Лес Клејпул, Серж Танкијан, Бил Мозли, Мајк Патон, Виго Мортенсен и многи други.Такође је био члан групе Guns N' Roses од 2000. до 2004. Снимио је 325 студијских албума, четири специјална издања и један ЕП. Наступио је на више од педесет албума других уметника.

## Рани живот
Брајан Патрик Керол је рођен у породици Тома и Ненси Керол и најмлађи је од петоро браће и сестара заједно са Лином, Лизом, Лори и Џоном. Његов отац је био атлетски директор у средњој школи Дамиен од 1973. до његовог пензионисања 2013. Године.Керол је одрастао у предграђу јужне Калифорније у близини Дизниленда. У младости је био интровертан и већину времена проводио је у својој соби са књигама, игрицама и сувенирима из филмова о борилачким вештинама. Такође је провео доста времена у Дизниленду.Керол је почео да свира гитару са 12 година. Научио је да свира од једног старијег човека низ улицe. Како се наводи, он је, међутим, веома убрзо постао одличан гитариста када се преселио из Хантингтон Бича у Калифорнији у Клермонт. Његово свирање се побољшало уз лекције разних наставника у локалној музичкој продавници. Његови рани учитељи били су Макс Мекгвајер, Џони Фортун, Марк Хамонд, Пебер Браун, Џои Тафола и Пол Гилберт. Године 2003. Бакетхед је одао почаст свим својим раним учитељима док су Дели Крипс (eng. Deli Creeps) наступали на 25. годишњици Styles Music-a. Затим је почео да прави демо снимке свог свирања, као и стилова писања, који ће касније бити објављени измежу 2007. и 2008. године. 

## Инспирације
Бакетхед наводи широк спектар музичких утицаја, укључујући Мајкла Џексона, Парламент-Фанкаделика, Шона Лејна, Мајкла Шенкера, Ули Џона Рота, Пола Гилберта, Ингвија Малмстина, Џоа Сатријанија, Едија Хејзела, Рендија Роудса, Ларија Лалондеа, Мајка Патона, Џејмса Кутрија, Луиса Џонсона, Џимија Хендрикса, Џенифер Батена, Едија Ван Хејлена и Ангуса Јанга, као и многе друге уметнике са којима је сарађивао током година.
Поред његових музичких утицаја, Бакетхед наводи разноврстан спектар немузичких утицаја који се манифестују на неколико начина од којих су песме посвећене поменутим инспирацијама биле главна компонента Бакетхедове дискографије са посебном пажњом на кошаркаше попут Мајкла Џордана (песме Jordan и Jumpman, Блејк Грифин (на Crack the Ski и Griffin’s Spike), Пистол Пете Маравич (на The Mark of Davis), Леброна Џејмса (са четири песме посвећене њему) и Карима Абдул-Џабара (албум Kareem’s Footprint). Остали утицаји укључују борца и глумца Бруса Лија (на песм The Game of Death и инспирацију за коришћење нунчака на сцени), аутора Х. П. Лавкрафта (на Lurker at the Threshold, и његов 55. Пајк, The Miskatonic Scale), бројне научнофантастичне и хорор ТВ емисије и филмови, укључујући Little House on the Prairie, Свету гору Алехандра Јодоровског  и Џајант Робот. Дизни и Дизниленд такође имају велики утицај на Бакетхедову каријеру. Бакетхед је такође инспирисан јапанским редитељем Такашијем Микеом, коме је посвећена песма на Pepper’s Ghost албуму. Франшиза филмова „Тексашки масакр моторном тестером“ је такође велика инспирација за њега и написао је много песама као што је Џаулс, које су у великој мери инспирисане тим филмовима. 

## Главни албуми
- Bucketheadland. 1992.
- Giant Robot. 1994.
- The Day of the Robot. 1996.
- Somewhere Over the Slaughterhouse. 2001.
- Electric Tears. 2002.
- Kaleidoscalp. 2005.
- Albino Slug. 2008.
- Electric Sea. 2012.

### Главни синглови
- The Ballad of Buckethead. 1999.
- Spokes for the Wheel of Torment. 2004.
- Jordan. 2006.
- The Rising Sun. 2010.
- Flare. 2020.

## Занимљивости
Бакетхед наступа носећи KFC кофу на глави, украшену наранџастом налепницом на којој штампаним словима пише FUNERAL, и безизражајну обично белу маску инспирисану филмом Ноћ вештица 4: Повратак Мајкла Мајерса. Личност Бакетхеда настала је када је Керол гледао хорор филм Ноћ вештица 4 из 1988. и био инспирисан филмом. Изашао је одмах након што га је видео и купио белу маску налик Мајклу Мајерсу. Идеја о кофи је дошла касније те ноћи док је јео пилетину.
Бакетхед  је проглашен за број осам на листи „Топ 10 најбржих виртуоза на гитари свих времена” у часопису Guitar1  као и на листи „25 најчуднијих гитариста свих времена“. Бакетхед пише и изводи музику за главне филмове, укључујући Слагалица страве 2, Духови са Марса, Нинџа са Беверли Хилса, Мортал Комбат, Falling, и многе друге. 